# جيه. لي تومسون
جيه. لي تومسون (بالإنجليزية: J. Lee Thompson )‏ (و. 1914 – 2002 م) هو مخرج أفلام، وممثل مسرحي، وكاتب سيناريو، ومخرج بريطاني، ولد في برستل. توفي في سووك، كولومبيا البريطانية، عن عمر ناهز 88 عاماً، بسبب قصور القلب.

## التعليم
تعلم في Dover College ‏.

## وصلات خارجية
- جيه. لي تومسون على موقع IMDb (الإنجليزية)
- جيه. لي تومسون على موقع روتن توميتوز (الإنجليزية)
- جيه. لي تومسون على موقع ألو سيني (الفرنسية)
- جيه. لي تومسون على موقع تيرنر كلاسيك موفيز (الإنجليزية)
- جيه. لي تومسون على موقع تيرنر كلاسيك موفيز (الإنجليزية)
- جيه. لي تومسون على موقع أول موفي (الإنجليزية)
- جيه. لي تومسون على موقع قاعدة بيانات برودواي على الإنترنت (الإنجليزية)
- جيه. لي تومسون على موقع قاعدة بيانات الأفلام السويدية (السويدية)
- جيه. لي تومسون على موقع إن إن دي بي (الإنجليزية)
- جيه. لي تومسون على موقع قاعدة بيانات الفيلم (الإنجليزية)